# FOX SPORTS ジャパン
FOX SPORTS ジャパン株式会社（Fox Sports Japan Inc.）はかつて存在した、スポーツ番組を中心としたコンテンツを供給していた放送事業者だった。

## 概要
ニューズ・コーポレーション（現・ウォルト・ディズニー・カンパニー）傘下のFOXインターナショナル・チャンネルズ（現・FOXネットワークス）（以下「FOX」）とソフトバンクグループのTVバンクの合弁会社として設立された。
FOX SPORTS ジャパンが展開する「FOX SPORTS」は単独のチャンネルではなく、ビーエスFOXが運営する「FOXスポーツ&エンターテイメント」（旧「FOX bs238」）をはじめとするFOXグループのチャンネルで放送するスポーツ番組の総称（いわゆる制作プロダクションとしてFOXグループの各チャンネルに配給する）である。米・FOXスポーツ、欧州・Sky Sportsの全面的協力により、制作・放送のノウハウを取り入れるとしている。
しかし、TVバンクが保有しているパシフィック・リーグ3球団（福岡ソフトバンクホークス、千葉ロッテマリーンズ、オリックス・バファローズ）の放映権のうち、福岡ソフトバンクを除く2球団の放映権が2015年以降他社に移行することに伴い、共同出資社であるTVバンクとFOXインターナショナル･チャンネルズが同事業の終了を決定し、2014年12月16日、FOXスポーツ&エンターテイメントへの番組提供終了を発表した。
事業終了後のFOX関連チャンネルの運営やコンテンツの供給について
以降、FOXインターナショナル・チャンネルズ（FOXネットワークス・グループ）が直接番組供給を行ったが、福岡ソフトバンク戦の中継は2020年1月末で終了し、スポーツチャンネルである「FOXスポーツ&エンターテイメント」も同年3月末で放送終了した。

## 放送チャンネル
- 基本的にはFOXスポーツ&エンターテイメントで放送。FOXスポーツ&エンターテイメントで放送ができない場合は、FOX、およびFOXムービー プレミアム（現・FOXムービー）[4][5]で放送していた。
- なお、FOX SPORTSの放送開始に合わせて、2013年2月23日よりスカパー!プレミアムサービス・スカパー!プレミアムサービス光でFOX bs238の放送を開始しており、一部のケーブルテレビ局でもFOX bs238や、FOXムービー プレミアムの配信をしていた。

## 沿革
- 2012年7月 - FOX SPORTS ジャパン株式会社設立。
- 2012年12月18日 - 親会社であるFOX、TVバンクの連名で2013年3月より、FOX bs238、FOXチャンネルをはじめとするFOXグループのチャンネルにおいて、「FOX SPORTS」ブランドでスポーツ番組の放送を開始することを発表した[6][7]。
- 2013年2月7日 - FOX SPORTSとしての番組が放送開始（オリックス・バファローズのキャンプリポート）。
- 2014年12月16日 - 事業終了の決定および、FOXスポーツ&エンターテイメントへの番組提供終了を発表[3]。
- 2015年8月1日 - FOXスポーツ&エンターテイメントのWebサイトが独自ドメイン（foxsports.jp）からFOXネットワークス・グループ内に移行。

## コンテンツ
FOX SPORTSとして放送されるコンテンツは以下の通り。

### SOCCER CENTER（サッカー中継）
- プレナスなでしこリーグ1部[8]

過去のサッカー中継

FOXスポーツ&エンターテイメントは、ブンデスリーガ、セリエA並びにFAカップの2014–2015シーズン限りでの放送終了をプレスリリースで発表した。
- イングランド・FAカップ - 日本国内独占放送していた。
- ブンデスリーガ - 毎節2試合以上を放送していた。
  - 2014/15シーズンまでフジテレビジョンがCS放映権を保有。2015/16シーズンから2019/20シーズンの世界80か国における独占放映権を21世紀フォックスが獲得したことに伴い、日本ではFOX SPORTSジャパンが全306試合とDFLスーパーカップの地上波・衛星波・デジタル配信権を獲得したが、14–15シーズン限りでFOX SPORTS ジャパンでの放送終了した。
- セリエA - 毎節1試合を放送していた。
- UEFA EURO 2016予選 - ドイツ代表の全試合と注目試合1試合中継していた。
- プレミアリーグ - 2013年4月より放送開始<J SPORTS、NHK BS1も引き続き放映権を保持>したが、2013/14シーズンの放映権獲得はなく放送はリーグ終盤の2か月弱だった。
- 2014 FIFAワールドカップ・南米予選 - 毎節1〜2試合放送していた。
- 2014 FIFAワールドカップ・ヨーロッパ予選 イングランド代表ホーム戦のみを放送していた。

解説者
- 江橋よしのり
- 加藤與恵

過去の解説者
- 中西永輔
- 鈴木良平 - 主にブンデスリーガ、代表戦を担当していた。
- 東本貢司 - 主にFAカップを担当を担当していた。
- 水内猛 - ナビゲーターの肩書きで実況を担当していた。
- 粕谷秀樹 - 主にFAカップ、代表戦を担当していた。

アナウンサー
- 西達彦

過去のアナウンサー
- 田中雄介
- 桑原学
- 谷口広明
- 永田実
- 野村明弘

### モータースポーツ
- フォーミュラE - 2014–2015シーズンは週末に開催されたレースを週明け火曜日夜に録画中継していたが、2015–2016シーズンはFOX SPORTSジャパンでの番組は放送されていない。

解説は毎回モータースポーツ・ジャーナリストの高橋二朗、実況はレースアナウンサーのピエール北川が担当し、毎回現役日本人レーシングドライバーがゲスト解説を担当していた。なお、日本での放送自体が無くなったわけではなく、2014−2015シーズンに引き続き、2015–2016シーズンもBS朝日、テレ朝チャンネルで、また2017–2018シーズンはJ SPORTSで放送を継続している。さらにF1については2016年からFOX SPORTS・アジアがアジア全地区の放映権を獲得している。日本では1987年以降フジテレビで中継されているが（近年は地上波放送はなく衛星波のみ）、2018年シーズン現在も日本での中継局はフジテレビのCSチャンネルで放送を継続している。

### その他
- FOX SPORTS INDEX
- UFC on FOX SPORTS
- GLORY World Series
- The Moto: Inside the Outdoors
- Props
- スリル満点!究極の地
- YOGA日和 〜kireiボディ
- B.LEAGUE中継

## テーマ曲
- 「Fox Sports Football Theme」（「NFL on FOX」のテーマ曲）